# 白力群
白力群（1957年—），江苏涟水人，汉族，中华人民共和国政治人物、第十二届全国人民代表大会江苏地区代表。
毕业于大连海运学院海洋船舶驾驶专业，加入中国共产党。2013年，被选为全国人大代表。